# Força Policial do Norte (Escócia)

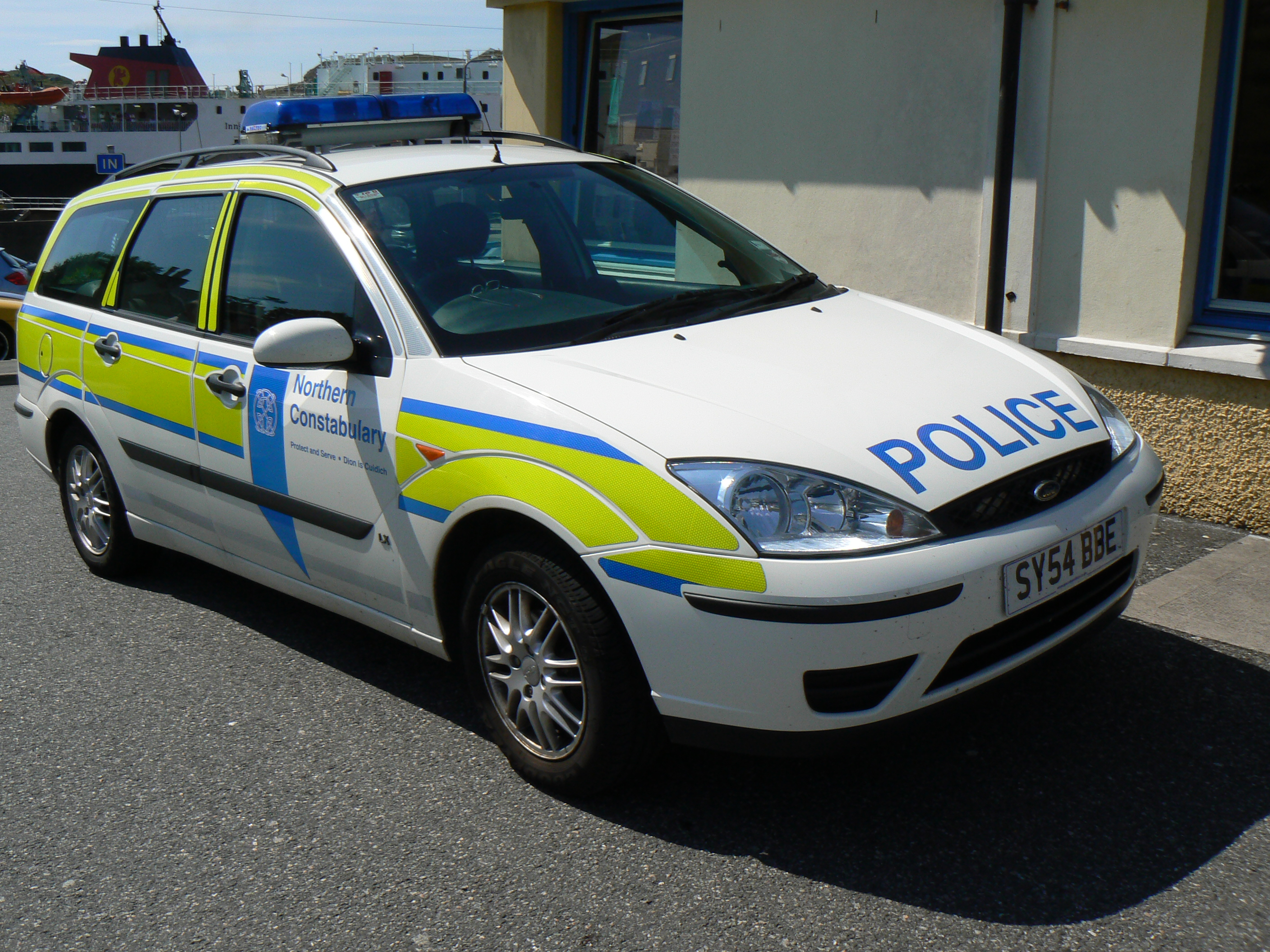
Viaturas policiais

A Força Policial do Norte da Escócia (Northern Constabulary) é a corporação civil responsável pelo exércicio da polícia, preventiva e repressiva, na região norte da Escócia, cobrindo as áreas das Highlands (Terras Altas) e das Islands (Ilhas), compreendendo as ilhas Hébridas Exteriores, Orkney e Shetland.
É a força polícial que cobre a maior área geográfica do Reino Unido, equivalente ao tamanho da Bélgica, mas é uma das menores em efetivos policiais, com, aproximadamente, 715 servidores.
A atual corporação foi reestruturada em 16 de maio de 1975, mediante a fusão das polícias preexistentes do Norte, a Ross e Sutherland Constabulary e a Inverness Constabulary.
A nova Força Polícial do Norte foi criada na mesma época da reorganização das áreas de Conselho, que abrangeu as Highlands e as Islands, incluídas as ilhas Western, Orkney e Shetland.
Para a manutenção do pleno funcionamento dos seus serviços, a polícia disponibiliza uma verba orçamentária para cada um de seus comandantes de área, monitorando o progresso do desempenho através dos indicadores anuais.

## Divisões e  Comandos de área
A Força Policial do Norte da Escócia possui três divisões: a do norte, a central e a do leste. Nestas três divisões há oito comandos de área, cada um com o seu próprio comandante.
Os comandos de área são: 
- Caithness Sutherland & East Ross
- Orkney
- Shetland
- Ross & Cromarty
- Lochaber, Skye & Lochalsh
- Western Isles
- Inverness
- Badenoch, Strathspey & Nairn

## Uniforme
Até o século XXI, o uniforme policial consistiu de uma camisa branca, uma gravata preta e um porta-colete balístico. A polícia do norte era a última força de polícia da Escócia usando camisas brancas e gravatas. Em 2009, novo uniforme foi introduzido, similar àquele de outras forças de polícia do país: camisa preta com logotipo da força, porta-colete balístico e calças pretas.

## Proibições legais
No Reino Unido, onde o direito é consuetudinário, membros do Partido Nacional Britânico (BNP), do Combat 18 (C18) e do British National Front estão proibidos de integrarem a polícia e os serviços prisionais, por suspeita de estarem ligados ao assassinato de imigrantes e de membros de minorias étnicas, e pela publicação da revista Redwatch, com informações pessoais de opositores políticos e jornalistas.